# Kostel svatého Valentina (Bravantice)
Kostel sv. Valentina v Bravanticích je v majetku Římskokatolické církve. Je farním kostelem farnosti Bravantice (od roku 2005 spravována z farnosti Olbramice), děkanát Bílovec, diecéze ostravsko-opavská. Nachází se v centru obce. V blízkosti stojí farní budova. Okolo kostela se nacházejí další památky, např. sousoší nebo Bravantický zámek.
Kostel sv. Valentina byl zapsán do seznamu kulturních památek před rokem 1988.

## Historie
Kostel sv. Valentina v Bravanticích patří k nejstarším v okolí. První zmínka o něm pochází z roku 1343, kdy měl být zhotoven kříž na oltáři z peněz tehdejšího majitele bravantického panství Heinricha Rohra. Zdali je však tento údaj pravdivý, nelze doložit. První písemný záznam je znám z roku 1440 (15. června 1440, zápis v archivu olomoucké kapituly), kdy se bravantický farář stal knězem v bíloveckém kostele.
Okolo roku 1600 přešli obyvatelé Bravantic k evangelické víře. Za třicetileté války se však vrátili zpět ke katolické víře.
Okolo roku 1672 byl kostel znovu postaven a zasvěcen ke cti Panny Marie Nanebevzaté. Už měl tři oltáře, z nichž jeden byl zasvěcen sv. Valentinu. Kdy se odehrála změna zasvěcení kostela, není doposud známo. Kázalo se zde německy („teutsch“) a občas také moravsky („mährisch“). Pouť bývala slavena v neděli po narození Panny Marie a v dobách josefínských vždy třetí neděli v říjnu. Tehdy to bylo tzv. císařské posvícení.
V roce 1998 byla provedeny opravy kostela po povodni. při opravách byl nalezen pod oltářem náhrobní kámen majitelky Johanky Bravantské z Chobřan, která zemřela v roce 1542. v roce 2008 byla poskytnuta dotace na obnovu sousoší Olivetské hory v částce 126 000 Kč.

## Popis
Kostel sv. Valentina je jednolodní orientovaná zděná stavba s polygonálním závěrem (kněžiště) a osově přistavěnou hranolovou věží v západním průčelí, postavenou na gotickém jádře a přestavěnou v třetí čtvrtině 18. století. Na severní straně kněžiště je přistavěna sakristie, po obou stranách lodi jsou přistavěny kaple. Střecha lodi je strmá sedlová, věž je ukončena cibulovou bání. Sanktusník je tvořen otevřenou lucernou zakončenou cibulovou bání. Loď je zaklenuta valenou klenbou na pasech, kněžiště je zaklenuto konchou. Loď byla zaklenuta v roce 1779 Václavem Thalherrem z Fulneka.
Rozměry:
- Délka: 25,6 m
- Šířka: 10,9 m
- Po stranách jsou dvě 5 m dlouhé kaple s oltářem.

## Výstavba
V roce 1779 byl na náklady Heinricha, svobodného pána z Berečka, kopulovitě zaklenut strop. Od roku 1797 visí na zdech kostela křížová cesta, kterou namaloval opavský malíř Anton Blosch. Roku 1820 byly nově pokryty střechy kaplí, oratoria a sakristie. Roku 1854 byly s pomocí obce pořízeny nové varhany s deseti rejstříky. Kostelní věž byla osazena třemi zvony (váha: 30 q, 22 q a umíráček 27 kg).

## Ostatní
Součástí kulturní památky je ohradní cihlová zeď, pomník padlým, socha Panny Marie Sedmibolestné, sousoší Olivetské hory a barokní náhrobek.
- Areál kostela je ohrazen zděnou zdí , krytou břidlicovými deskami. Brána  je ohraničena dvěma pilíři. Součásti zdi je sousoší (pomník) obětem první světové války. Nad raněným vojákem, který v záklonu padá k zemi, se sklání jeho druh. Pilíř na kterém je sousoší umístěno mírně převyšuje ohradní zeď.[8]

- Socha Panny Marie Sedmibolestné z roku 1889 je na odstupňovaném podstavci. Provedení v nadživotní velikosti z pískovce.[9]
- Sousoší Olivetské hory, které tvoří socha Ježíše Krista a anděla, je na podstavci s profilovanou římsu Na čelní straně podstavce je reliéf trojice spících apoštolů. Provedení v životní velikosti z pískovce.[9]
- Barokní pískovcový náhrobek představuje sepulkrální plastiku ve tvaru rakve, která je zdobena na čelní straně oramoáním s volutami a symbolikou mementa mori.[10]